# Костел Святого Яна Непомуцького (Дубно)
Костел Святого Яна Непомуцького — культова споруда, костел Луцької дієцезії Римо-католицької церкви в м. Дубно. Входить до складу Державного історико-культурного заповіднику міста Дубно.

## Історія
Заснований князем Янушем Острозьким на початку ХVІІ століття. Дві попередні дерев'яні будівлі костелу знищили стихії. Існуючий нині кам'яний варіант храму збудований у 1832 році.
Костельні книги свідчать, що пожертви на розвиток храму надавали: гетьман Корони Дмитро Корибут Вишневецький, князь Владислав-Домінік Заславський, княгиня Теофілія-Людвика Любомирська, князі Януш Сангушко, Михайло Любомирський, Луцький і Дубенський єврейські кагали. Від цих вельмож костел отримав у довічне користування село Тростянець з присілком Іваниничами, частину села Сади, землю навколо костелу, сінокоси в передмісті Забрама, а від кагалів - грошові пожертви від 3000 до 7000 польських злотих.
З 1927 по 1944 рр. обов'язки настоятеля виконував священик Станіслав Кузьмінський, який у роки німецької окупації допомагав рятувати єврейських новонароджених дівчаток, видаючи довідки про хрещення як християн. Нагороджений орденом Білого Орла і високим званням інфулата Олицької капітули.
Костел був замкнений місцевою комуністичною владою на підставі розпорядження районної ради в Дубно № 538 від 21.10. 1959 р. У приміщенні був зроблений спортзал місцевої спортивної школи. 28.07.1990 р. будівля отримала статус пам'ятки архітектури. Відродилася римсько-католицька парафія в Дубно на поч. 90-х рр. ХХ ст. Спочатку католики мали право відправляти богослужіння тільки у неділі та свята, а вже 29.03.1991 р. костел було неофіційно повернено вірянам. Рішенням № 64 від 9.02. 1994 р. міська влада повернула храм місцевій релігійній громаді.